# Caleb Paine
Caleb Paine (15 de novembro de 1990) é um velejador estadunidense, medalhista olímpico.

## Carreira

### Rio 2016
Caleb Paine representou seu país nos Jogos Olímpicos de Verão de 2016, na qual conquistou medalha de bronze na classe finn. 